# 三锅镇
三锅镇，原为三锅乡，是中华人民共和国四川省广元市青川县下辖的一个乡镇级行政单位。森林覆盖率达到76%，素有"青川小平原"之称。2019年12月，撤销桥楼乡，将其所属行政区域划归三锅镇管辖，三锅镇人民政府驻新区街1号。

## 行政区划
三锅镇下辖以下地区：
场镇社区、东阳村、民利村、民兴村、黄水村、杨柳村和畜牧村。

## 交通
- 543国道东西方向过境。

## 名胜
东阳沟省级自然保护区，清道光五台山五峰庙，三国名将邓艾安营扎寨等。